# 세인트캐서린스역
세인트캐서린스역(St. Catharines Station)은 캐나다 온타리오주 세인트캐서린스에 있는 기차역으로 GO 트랜싯 레이크쇼어 웨스트선 통근열차 정차역이자 VIA 철도와 암트랙이 공동으로 운행하는 메이플 리프 열차의 정차역이기도 하다.

## 위치
세인트캐서린스역은 세인트캐서린스 서쪽에 있는 웨스턴힐 지역에 위치해있다. 선로 상으로는 캐나다 내셔널 철도 (CN) 그림스비선 그림스비역과 나이아가라폴스역 사이 11.8마일 (19km) 지점에 위치해있다. 그림스비선은 나이아가라폴스에 다다르기 직전에 웰랜드 운하를 건너며, 운하가 개방할 때 교량도 같이 열리기 때문에 배가 완전히 지나갈 때까지 열차가 운하 앞에서 대기해야 한다. 또한 역 동쪽으로 트릴리움 철도 지선이 분기하여 CN 그림스비선과 캐나다 태평양 철도 (CP) 해밀턴선을 잇는다.

## 역사
세인트캐서린스에 처음으로 역이 지어진 건 1853년으로 그랜드 웨스턴 철도 (GWR)가 윈저와 나이아가라폴스를 잇는 철도를 지으면서 이곳에 역을 건설하였다. 역 건설 당시 지역 주민들은 역사가 시내에 지어지길 바랐지만, 철도사 입장에서는 웰랜드 운하의 폭이 너무 깊었던 관계로 시내에 역을 짓기에는 곤란하였다. GWR는 시내에 역을 짓는 대신 운하 남쪽으로 시내와 떨어져있는 웨스턴힐 지역에 철도역을 건설하였다. 해밀턴과 미국 국경 사이 철도 구간은 1853년 11월 1일에 개통하였고, 이듬해 1월에는 윈저와 나이아가라폴스를 잇는 열차가 운행을 개시하였다.
세인트캐서린스는 해밀턴이나 토론토처럼 철도 요충지는 아니였지만 역은 승객과 화물로 분주하였다. 철도가 당시 화물을 실어나르는 주요 교통수단이였기 때문에 세인트캐서린스의 경제 성장에도 적지 않게 기여하였다. 이 역은 또한 캐나다와 미국을 오가는 여객철도가 정차하여 온천 등 각종 관광지로 가는 행락객들이 많이 이용하였다. 이 외에도, 세인트캐서린스에 철도가 개통하면서 도시 내외를 오가는 트램도 같이 개통하여 세인트캐서린스와 나이아가라반도의 철도 교통이 확충되었다.
1917년, GWR은 그랜드 트렁크 (GTR)에 인수되었고 꾸준한 수요가 예상되면서 역 건물은 벽돌 건물로 교체되었다. 이와 동시에 부르고인 철교를 따라 세인트캐서린스 시내로 이어지는 지선 철도가 지어졌는데, 시내로 이어지는 철도가 지어지면서 철도역 접근성이 더욱 개선되었다.
역 건물은 당시 GTR과 CN의 철도역 건축 양식과 비슷했다. 파빌리온이 중앙에 있고 폭이 넓고 높은 프랑스식 저택 문인 포르트 코셰르, 별도의 급행 건물과 이를 잇는 한 줄의 차양막으로 이루어졌다. GTR은 1921년에 CN으로 인수되고, 1986년에는 역 소유주가 VIA 철도로 이관되었다. 1988년과 1994년에 보수 공사를 거쳐 2012년에는 역무원이 더 이상 상주하지 않게 되면서 매표소가 자판기로 대체되었다.

## 시설
이 역은 직원이 상주하지 않는 무인역이다. 이 역에서 VIA 철도 표를 구매하고자 할 경우 역에 있는 자동판매기를 이용할 수 있으며, GO 트랜싯 승객들도 자동판매기를 통해 표를 구매하고 프레스토 카드를 충전할 수 있다.
이 역에는 대합실, 공중전화, 자전거 거치대가 있으며, 역 출입구와 승강장을 포함한 모든 곳은 휠체어 및 교통약자 승객이 이용할 수 있다. VIA 철도 승객 중 휠체어 리프트를 이용하고자 하는 승객은 탑승 48시간 전에 사전 예약해야 한다.

## 운행 계통
세인트캐서린스역에는 토론토 유니언역과 나이아가라폴스역 사이를 운행하는 GO 트랜싯 레이크쇼어 웨스트선 통근열차가 정차한다. 이 열차는 평일 아침에 토론토 방면으로 1회, 저녁에 나이아가라폴스 방면으로 1회 정차하며, 토론토와 나이아가라폴스 사이 모든 역에 정차한다. 빅토리아의 날부터 추수감사절까지 주말과 공휴일에는 이 열차가 급행으로 토론토 방면으로 3회, 나이아가라폴스 방면으로 3회 정차한다.
세인트캐서린스역에 열차가 자주 정차하지 않는 만큼 평일에는 18K번 버스가 올더숏역과 브록 대학교 사이를 운행한다. 주말에는 버스가 정차하지 않으며, 나이아가라폴스역과 벌링턴역, 던다스 환승 주차장을 잇는 12번 버스가 세인트캐서린스의 페어뷰 몰에 정차한다.
VIA 철도와 암트랙이 공동으로 운행하는 토론토-뉴욕 간 메이플 리프 열차는 2020년 3월에 코로나19 여파로 운행이 중단되었고, 2022년 6월 27일에 운행을 재개하였다.

## 버스 연결편
세인트캐서린스역에 정차하는 버스는 다음과 같다. 세인트캐서린스 시내버스와 GO 트랜싯 간 별도의 환승 할인은 아직까지 없으며 환승 시 별도 요금이 부과된다.

### GO 트랜싯
| 노선 | 노선              | 노선           | 종점        | 종점 | 종점     | 경유지 | 기준일          | 비고 |
| ---- | ----------------- | -------------- | ----------- | ---- | -------- | --- | --------------- | ---- |
| 18K  | 레이크쇼어 웨스트 | Lakeshore West | 브록 대학교 | ↔    | 올더숏역 | - 세인트캐서린스 방면: 브록 대학교 - 벌링턴 방면: 온타리오 / QEW · 카사블랑카 / QEW · 센테니얼 / QEW · 웨스트하버역 · 해밀턴 GO 센터 · 메인 / 롱우드 · 올더숏역 | 2023년 6월 24일 |      |

### 세인트캐서린스 교통
- 303번: 펠햄 로드 (평일 운행, 세인트폴가에서 탑승)
- 315번: 웨스트세인트캐서린스 (평일 운행, 세인트폴가에서 탑승)
- 415번: 웨스트세인트캐서린스 (평일 저녁, 주말 및 공휴일 운행, 세인트폴가에서 탑승)
- 438번: GO 트랜싯 셔틀 (주말 및 공휴일 운행, 그레이트웨스턴가에서 탑승): 세인트캐서린스 시내와 기차역 사이 운행

## 인접 정차역
| CN 그림스비선            | CN 그림스비선                 | CN 그림스비선          |
| ------------------------ | ----------------------------- | ---------------------- |
| 나이아가라폴스 방면      | GO 트랜싯 레이크쇼어 웨스트선 | 웨스트하버 유니언 방면 |
| 나이아가라폴스 뉴욕 방면 | VIA 철도 · 암트랙 메이플 리프 | 그림스비 토론토 방면   |